# Herbert Tabor

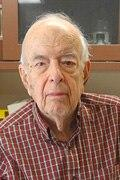
Herbert Tabor

Herbert Tabor (* 28. November 1918 in New York City; † 20. August 2020 in Rockville, Maryland) war ein US-amerikanischer Mediziner und Biochemiker.

## Leben
Herbert Tabor, Sohn von Edward Tabor und dessen Ehefrau Henrietta Tally Tabor, begann nach dem Schulbesuch ein grundständiges Studium an der Harvard University, das er 1937 mit einem Bachelor of Arts (A.B.) abschloss. Ein darauf folgendes postgraduales Studium der Medizin an der Harvard University schloss er 1941 bei A. Baird Hastings mit einem Doktor der Medizin (M.D.) ab. Im Anschluss begann er seine berufliche Laufbahn und war zunächst 1942 als Arzt am Yale–New Haven Hospital der Yale University tätig. Danach wechselte er 1943 als Forschungswissenschaftler zum Nationalen Institut für Diabetes, Verdauungs- und Nierenkrankheiten NIDDK (National Institute of Diabetes and Digestive and Kidney Diseases), einer zu den National Institutes of Health (NIH) gehörenden Forschungseinrichtung. Dort arbeitete er mit Forschern wie Louis Sokoloff, Maxine Singer und Claude Klee zusammen. In seinen Studien befasste er sich mit der Erforschung von Polyaminen wie Putrescin und Spermidin in biologischen Materialien unter Verwendung von biochemischen, bakteriologischen und genetischen Standardverfahren. Er übernahm 1971 von William Howard Stein den Posten als Chefredakteur und Herausgeber des Journal of Biological Chemistry und übte diese Funktion vierzig Jahre lang bis 2011 aus, woraufhin Martha Fedor seine Nachfolge antrat.
1971 wurde er Mitglied der American Academy of Arts and Sciences. Ferner wurde er 1977 Mitglied der National Academy of Sciences. Er engagierte sich zudem in der American Society for Biochemistry and Molecular Biology (ASBMB) sowie der American Chemical Society. Für herausragende Leistungen in Biochemie und Molekularbiologie wurden ihm und seiner Ehefrau Celia White Tabor 1995 der William C. Rose Award der American Society for Biochemistry and Molecular Biology verliehen.
Ihm zu Ehren wurde der Herbert Tabor Forschungspreis (Herbert Tabor Research Award) der American Society for Biochemistry and Molecular Biology benannt, der unter anderem 2005 an die Genetiker Joseph L. Goldstein und Michael Stuart Brown, 2013 an den deutschen Zellbiologen Franz-Ulrich Hartl und dessen US-amerikanischen Kollegen Arthur Horwich sowie 2014 an den australischen Biologen Bruce William Stillman verliehen wurde. Außerdem wurde die Herbert Tabor/Journal of Biological Chemistry Lectureship nach ihm benannt, die 2012 der Hämatologe Stuart Kornfeld übernahm.
Aus seiner am 8. April 1946 geschlossenen Ehe mit Celia White gingen drei Söhne und eine Tochter hervor.

## Veröffentlichungen
- A Guide to the Polyamines, Seymour S. Cohen, Würdigung von Seymour S. Cohen, Mitautorin Celia White Tabor, in: Analytical Biochemistry, Volume 274, Issue 1, 1. Oktober 1999, S. 150